# Peenkaartmot
De peenkaartmot (Agonopterix yeatiana) is een vlinder uit de familie grasmineermotten (Elachistidae). De wetenschappelijke naam is voor het eerst geldig gepubliceerd in 1781 door Fabricius.
De soort komt voor in Europa.